# افرايم دوجلاس آدامز
افرايم دوجلاس آدامز (بالإنجليزية: Ephraim Douglass Adams)‏ هو مؤرخ أمريكي، ولد في 18 ديسمبر 1865 في ديكوراه في الولايات المتحدة، وتوفي في 1 سبتمبر 1930 بسبب ذات الرئة.